# Kızıllar (Kozan)
Kızıllar ist ein Ortsteil (Mahalle) im Landkreis Kozan der türkischen Provinz Adana mit 803 Einwohnern (Stand: Ende 2024). Im Jahr 2011 hatte der Ort 1.066 Einwohner.